# Berend Veneberg
Berend Veneberg (ur. 5 listopada 1963, Den Ham, prowincja Overijssel) – holenderski trójboista siłowy i strongman.
Jeden z najlepszych holenderskich strongmanów w historii tego sportu. Siedmiokrotny Mistrz Holandii Strongman w latach 1993, 1995, 1996, 1997, 1999, 2000 i 2002. Mistrz Europy Strongman 2000. Drużynowy Mistrz Świata Par Strongman 1998.

## Życiorys
Berend Veneberg był trenerem Jarno Hamsa, wielokrotnego Mistrza Holandii Strongman. Wielokrotnie zdobył tytuł Mistrza Holandii w Trójboju Siłowym.
Wziął udział siedmiokrotnie w indywidualnych Mistrzostwach Europy Strongman.
Klasyfikacja w indywidualnych Mistrzostwach Europy Strongman:
| Rok     | 1993 | 1995 | 1996 | 1997 | 1998 | 1999 | 2000 |
| ------- | ---- | ---- | ---- | ---- | ---- | ---- | ---- |
| Pozycja | 6.   | 8.   | 7.   |      | 9.   | 6.   |      |

Wziął udział sześciokrotnie w indywidualnych Mistrzostwach Świata Strongman, w latach 1993, 1995, 1996, 1997, 1998 i 1999. Najwyższą lokatę, piąte miejsce, wywalczył na Mistrzostwach Świata Strongman 1993 we Francji. W Mistrzostwach Świata Strongman 1995 i Mistrzostwach Świata Strongman 1996 nie zakwalifikował się do finałów. W Mistrzostwach Świata Strongman 1997 nie zakwalifikował się do finału z powodu kontuzji.
Mieszka w miasteczku Borculo (prowincja Geldria).
Wymiary:
- wzrost 185 cm
- waga 136 kg
- biceps 53 cm
- klatka piersiowa 145 cm

## Osiągnięcia strongman
- 1992
  - 2. miejsce - Drużynowe Mistrzostwa Świata Par Strongman
- 1993
  - 1. miejsce - Mistrzostwa Holandii Strongman
  - 6. miejsce - Mistrzostwa Europy Strongman 1993
  - 5. miejsce - Mistrzostwa Świata Strongman 1993
- 1995
  - 1. miejsce - Mistrzostwa Holandii Strongman
  - 8. miejsce - Mistrzostwa Europy Strongman 1995 (kontuzjowany)
- 1996
  - 7. miejsce - Mistrzostwa Europy Strongman 1996
  - 1. miejsce - Mistrzostwa Holandii Strongman
- 1997
  - 1. miejsce - Mistrzostwa Holandii Strongman
  - 3. miejsce - Mistrzostwa Europy Strongman 1997
  - 5. miejsce - Drużynowe Mistrzostwa Świata Par Strongman 1997
- 1998
  - 9. miejsce - Mistrzostwa Europy Strongman 1998 (kontuzjowany)
  - 9. miejsce - Mistrzostwa Świata Strongman 1998 (kontuzjowany)
  - 1. miejsce - Drużynowe Mistrzostwa Świata Par Strongman 1998
- 1999
  - 1. miejsce - Mistrzostwa Holandii Strongman
  - 6. miejsce - Mistrzostwa Europy Strongman 1999
  - 6. miejsce - Mistrzostwa Świata Strongman 1999
  - 4. miejsce - Drużynowe Mistrzostwa Świata Par Strongman 1999
- 2000
  - 1. miejsce - Mistrzostwa Europy Strongman 2000
  - 1. miejsce - Mistrzostwa Holandii Strongman
  - 3. miejsce - Drużynowe Mistrzostwa Europy Par Strongman 2000
  - 3. miejsce - Drużynowe Mistrzostwa Świata Par Strongman 2000
- 2002
  - 2. miejsce - Drużynowe Mistrzostwa Świata Par Strongman 2002
  - 1. miejsce - Mistrzostwa Holandii Strongman